# فيرتشايلد سي-26 ميترولاينر
فيرتشايلد سي-26 ميترولاينر (بالإنجليزية: Fairchild C-26 Metroliner)‏ هي طائرة نقل عسكري بمحركين مروحيين توربينيين. أنتجت في الولايات المتحدة. ومن صناعة فيرتشايلد للطيران. وطائرة «فيرتشايلد سي-26 ميترولاينر» مخصصة للاستخدام العسكري الأمريكي وهي نسخة من سلسلة طائرة فيرتشايلد سويارينغن ميترولاينر.

## المستخدمون
- القوات الجوية الأمريكية
- القوات البرية للولايات المتحدة
- بحرية الولايات المتحدة